# بنگاه‌های کوچک و متوسط
بنگاه‌های کوچک و متوسط (به انگلیسی: small and medium-sized enterprises)،که بنگاه های کوچک و متوسط (SMEs) یا کسب‌وکارهای کوچک و متوسط (SMBs) و همچنین بنگاه‌های زودبازده نیز عنوان می شوند ،بنگاه های اقتصادی هستند که با شاخص‌هایی مانند تعداد کارکنان، سرمایه، دارایی کل، حجم فروش و ظرفیت‌های تولیدی خاصی مشخص می شوند .
رایج‌ترین تعریف برای این بنگاه‌ها که با عنوان اختصاری SME در جهان شناخته می‌شوند، تعریف اتحادیه اروپا از آن‌ها است. براساس این تعریف بنگاه‌های زود بازده بنگاه های صنعتی، بازرگانی، کشاورزی یا خدماتی هستند که کارکنان آن‌ها کمتر از ۱۰۵ نفر باشند.براساس تعریف اتحادیه اروپا، دسته‌بندی بنگاه‌های کوچک و متوسط به این ترتیب است:
۱. بنگاه‌های خرد: ۹-۱ نفر نیروی کار
۲. بنگاه‌های کوچک: ۴۹- ۱۰ نفر نیروی کار
۳. بنگاه‌های متوسط: ۲۴۹- ۵۰ نفر نیروی کار
در بررسی وضعیت بنگاه‌های زودبازده در سراسر اروپا مشخص شد که در سال ۲۰۱۷، ۲۴.۶ میلیون SME در بخش بازرگانی ۲۸ کشور عضو اتحادیه اروپا فعالیت می‌کردند که ۲۲.۹ میلیون آن‌ها بنگاه های خرد، ۱.۴ میلیون بنگاه های کوچک و ۰.۲ میلیون بنگاه های متوسط بودند. در مقابل، تنها ۴۷۰۰۰ بنگاه بزرگ در این بازه زمانی در اروپا فعالیت می‌کردند.
کسب وکار های کوچک و متوسط در برابر کسب و کار های بزرگ قرار می‌گیرند و نسبت به آن ها مزایای بسیاری دارند؛ ازجمله ارزش افزوده، نوآوری، کارآفرینی و انعطاف‌پذیری بیشتر. بنگاه های کوچک و متوسط همچنین باعث ایجاد رقابت در بسیاری از بخش های اقتصادی هستند.
با توجه به نقش این بنگاه ها در اشتغال، SME ها به علل اقتصادی و اجتماعی مهم هستند.مدیران عامل بنگاه های کوچک و متوسط اغلب بنیانگذاران و مالکان آنها هستند. وظایف مدیر عامل در یک بنگاه کوچک و متوسط بازتاب دهنده وظایف مدیرعامل یک بنگاه بزرگ است: مدیر عامل باید زمان، انرژی و دارایی خود را به صورت راهبردی برای هدایت بنگاه های کوچک و متوسط اختصاص دهد. 
بنگاه‌های کوچک و متوسط که به‌اختصار SME نامیده می‌شود، در متون فارسی به عناوین گوناگون زیر ترجمه شده اند:
- صنایع کوچک و متوسط

- کسب و کارهای کوچک و متوسط

- شرکت‌های کوچک و متوسط

- سازمان‌های کوچک و متوسط

- مؤسسات کوچک و متوسط

- واحدهای کوچک و متوسط

- واحدهای صنعتی کوچک و متوسط

- بنگاه‌های صنعتی کوچک و متوسط

تعریف بنگاه های کوچک و متوسط در کشورهای مختلف با یکدیگر تفاوت دارد و تابع شرایط اقتصادی ،بازرگانی و صنعتی حاکم است. برخی از معیارهایی که برای تعیین نوع بنگاه (کوچک، متوسط و بزرگ) به‌کار می‌روند عبارتند از: تعداد کارکنان، سرمایه، دارایی کل، حجم فروش و ظرفیت تولید.
در این میان رایج‌ترین معیار، تعداد کارکنان است که این نیز از کشوری به کشور دیگر متفاوت تعیین می‌شود.بنابر دستورالعمل بانک مرکزی ایران برای تأمین مالی بنگاه‌های اقتصادی کوچک و متوسط در سال ۱۴۰۱،" بنگاه اقتصادی کوچک" واحد اقتصادی است که تعداد کارکنان آنها طی یکسال گذشته کمتر از ۵۰ نفر بوده است و" بنگاه‌ اقتصادی متوسط" واحد اقتصادی است که تعداد کارکنان آنها طی یکسال گذشته بین ۵۰ تا ۱۰۰ نفر بوده است.
برای مثال در زیر تعاریفی که  چند کشور عضو سازمان همکاری‌های اقتصادی آسیا–اقیانوسیه (اپک) از بنگاه های کوچک و متوسط دارند، آمده است:

### استرالیا
صنایع کوچک: کمتر از ۱۰۰ نفر کارکن
صنایع متوسط: بین ۱۰۰ تا ۴۹۹ نفر کارکن

### کانادا
صنایع کوچک: کمتر از ۱۰۰ نفر کارکن و با فروش کمتر از ۵ میلیون دلار کانادا
صنایع متوسط: بین ۱۰۰ تا ۵۰۰ نفر کارکن و با فروش بین ۵ تا ۲۰ میلیون دلار کانادا

### چین
صنایع کوچک: بین ۵۰ تا ۱۰۰ نفر کارکن
صنایع متوسط: بین ۱۰۱ تا ۵۰۰ نفر کارکن

### اندونزی
صنایع کوچک و متوسط: کمتر از ۱۰۰ نفر کارکن

### ژاپن
صنایع کوچک: کمتر از ۲۰ نفر کارکن
صنایع متوسط: بین ۲۰ تا ۳۰۰ نفر کارکن یا کمتر از ۱۰۰ میلیون ین سرمایه

### کره جنوبی
صنایع کوچک و متوسط: کمتر از ۳۰۰ نفر کارکن و سرمایه بین ۲۰ تا ۸۰ میلیارد وون کره

### مالزی
صنایع کوچک و متوسط: کمتر از ۱۵۰ نفر کارکن و گردش فروش سالانه کمتر از ۲۵ میلیون رینگیت

### نیوزیلند
صنایع کوچک و متوسط: تا ۵۰ نفر کارکن

### فیلیپین
صنایع کوچک: بین ۱۰ تا ۹۹ کارکن و دارایی بین ۱/۵ تا ۱۵ میلیون پزو
صنایع متوسط: بین ۱۰۰ تا ۱۹۹ کارکن و دارایی بین ۱۵ تا ۶۰ میلیون پزو

### سنگاپور
صنایع کوچک و متوسط: دارایی ثابت کمتر از ۱۵ میلیون دلار سنگاپور

### تایوان
صنایع کوچک و متوسط: کمتر از ۲۰۰ نفر کارکن و سرمایه کمتر از ۶۰ میلیون دلار تایوان

### آمریکا
صنایع کوچک و متوسط: کمتر از ۵۰۰ کارکن

### بنگاه‌های کوچک و متوسط در ایران
در ایران نیز تعریف واحدی از بنگاه‌های کوچک و متوسط ارائه نشده‌است و از سازمانی به سازمان دیگر متفاوت است. در یک طبقه‌بندی بنگاه‌های صنعتی ایران برحسب اندازه بنگاه به چهار گروه ۴۹-۱۰ نفر کارکن، ۹۹-۵۰ نفر کارکن، ۱۴۹-۱۰۰ نفر کارکن و ۱۵۰ نفر کارکن و بیشتر تفکیک شده‌اند که از این میان، سه گروه نخست در زمرهٔ بنگاه‌های کوچک و متوسط محسوب شده‌اند.
در ایران، صنایع کوچک و متوسط (SMEs) نقش حیاتی در اقتصاد ایفا می‌کنند. این صنایع حدود ۸۰٪ از کل صنعت کشور را تشکیل می‌دهند و بیش از ۹۴٪ از تعداد کل صنایع فعال را شامل می‌شوند. علاوه بر این، صنایع کوچک به تنهایی ۴۱٪ از اشتغال کشور را به خود اختصاص داده‌اند.
برخی از اقداماتی که دولت می‌تواند در ارتباط با بنگاه‌های کوچک و متوسط پیش بگیرد عبارتند از:
- توسعهٔ خوشه‌های صنعتی
- توسعهٔ پارک‌های علم و فناوری و نیز مراکز رشد (مراکز زادپروری یا آنکوباتورها)
- برقراری ارتباطات پیمانکاری فرعی
- توسعهٔ شبکهٔ کسب و کار
- راه‌اندازی مراکز یک مرحله‌ای (به انگلیسی: one-stop-shop)
- توسعهٔ فناوری‌های اطلاعاتی جهت دسترسی بنگاه‌ها به منابع مهم اطلاعاتی
- حمایت از سرمایهٔ خصوصی مخاطره‌پذیر
- مساعدت با بنگاه‌ها برای انجام فعالیت‌های تحقیق و توسعه و انتقال فناوری